# BridgeOS
bridgeOS是苹果专为其硬件开发的嵌入式操作系统，基于watchOS系统架构开发。运行于T系列协处理器，主要管控以下硬件模块：
- OLED触摸屏[7]
- 触控ID指纹传感器
- SSD加密
- 散热系统[8]

在启动过程中，引导程序会先加载bridgeOS，随后由bridgeOS将控制权移交至UEFI固件。